# Noc bití
Noc bití (hebrejsky: ליל ההלקאות‎) je název akce, kterou 29. prosince 1946 podnikla v britské mandátní Palestině židovská podzemní organizace Irgun, při níž bylo několik britských vojáků zbičováno v reakci na podobný trest, který byl předtím vykonán na členovi Irgunu.

## Pozadí

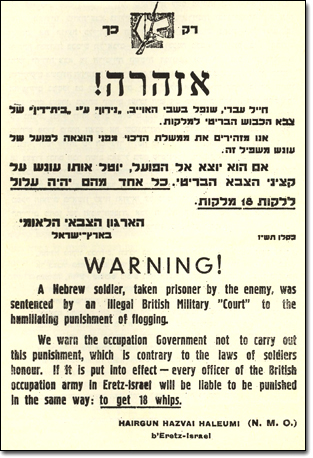
První plakát Irgunu varující Brity před vykonáním trestu zbičováním

Dne 13. prosince 1946 vyloupili členové Irgunu banku v Jaffě. Tři lupiči – Benjamin Nes, Eliezer Sudit a sedmnáctiletý Benjamin Kimchi – byli dopadeni a o několik dní později souzeni. Nes a Sudit byli usvědčeni z loupeže a nelegálního držení zbraní a byli odsouzeni k několikaletému odnětí svobody, zatímco Kimchi byl usvědčen ze střelby ze zbraně s úmyslem ohrozit lidský život. Odmítl uznat jurisdikci britských soudů a byl odsouzen k osmnácti letům odnětí svobody a osmnácti ranám bičem. K dvanácti ranám byl odsouzen za držení propagandistických materiálů další člen Irgunu – Aharon Kac.
Po oznámení trestu se sešlo vedení Irgunu a rozhodlo, že takovýto „ponižující“ trest nebude tolerován. Irgun proto vydal varování britským úřadům v hebrejštině a angličtině, aby trest bičováním neprováděli, jinak bude to samé provedeno britským důstojníkům.
VAROVÁNÍ!
Židovský voják, zajatý nepřítelem, byl odsouzen ilegálním britským vojenským „soudem“ k ponižujícímu trestu zbičováním.
Varujeme okupační vládu před výkonem tohoto trestu, který odporuje zákonu vojákovy cti. Pokud bude trest vykonán, každý voják britské okupační armády v zemi izraelské bude vystaven stejnému kroku: 18 ranám bičem.
ha-Irgun ha-cva'i ha-le'umi
V sobotu 28. prosince byl Kimchiho trest vykonán.

## Akce
V neděli v noci vtrhla ozbrojená jednotka Irgunu do hotelu v Netanji a nařídila majorovi E. Brettovi, aby s ní odešel. Odvedla jej do eukalyptového háje, kde obdržel svůj „trest“ v podobě osmnácti ran bičem. Do hotelu se pak vrátil ve spodním prádle.
V Rišon le-Cijonu byl zajat seržant, kterého následně příslušníci Irgunu zbičovali na ulici. Dva další seržanti byli uneseni v Tel Avivu a následně zbičováni v parku, stejně jako dva další, kteří byli chyceni a zbičováni v severní části města.
Od 22.00 do 1.00 jezdily po Tel Avivu armádní auta s rozkazy pro vojáky 6. vzdušné divize k návratu do jejich domovů. Ampliony od Lodu až po Netanju pak nařizovaly vojákům návrat do jejich táborů.
V oblasti Kfar Saby byly rozmístěny silniční zátarasy a u jednoho z nich Britové zadrželi auto převážející pět příslušníků Irgunu, kteří u sebe měli biče. Jeden z nich, Avraham Mizrachi, zahynul při následné přestřelce a tři další – Eliezer Kašani, Mordechaj Alkachi a Jechi'el Drezner – byli později popraveni. Poslední tři zmiňovaní se řadí mezi olej ha-gardom.

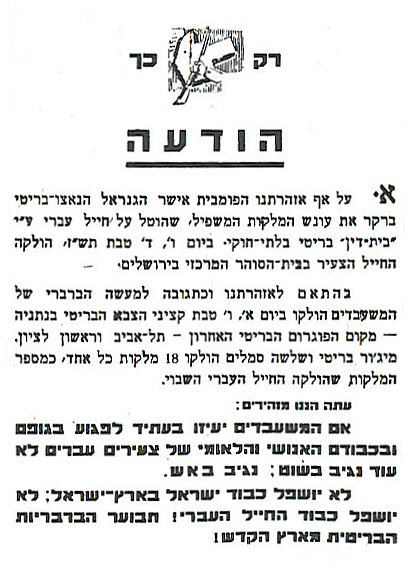
Druhý plakát Irgunu varující před reakcí se zbraněmi za další tresty bičování

## Nastalá situace
Po této akci vydal Irgun další varování s cílem zabránit zbičování Aharona Kace. Britský doktor mu nabídl možnost lékařské výjimky z trestu, ale Kac odmítl se slovy, že je dostatečně zdráv, aby trest přijal. K němu nicméně nikdy nedošlo, neboť bezprostředně po jeho odsouzení byl trest omezen na osoby mladší šestnácti let.
Bezprecedentní incident vyvolal ve Spojeném království pobouření a jeho důsledkem byla politika tvrdé ruky. Trest bičováním byl později zrušen, avšak byl zaveden trest smrti.